# Axel Lindahl (ingenjör)
Per Axel Ludvig Lindahl, född 17 maj 1858 i Stockholm, död 1934, var en svensk väg- och vattenbyggnadsingenjör.
Lindahl utexaminerades från Teknologiska institutet 1879, blev löjtnant vid Väg- och vattenbyggnadskåren 1886 och överstelöjtnant där 1907. Han var 1879-90 anställd vid Stockholms stads vattenlednings- och brobyggnadsarbeten, bland annat som arbetschef för uppfartsvägen till Södermalm 1885-1889. Sedermera tjänstgjorde han som konstruktör och kontrollant eller arbetsledare vid uppförande av åtskilliga större offentliga eller enskilda husbyggnader i Stockholm och landsorten, bland annat Operans och Dramatiska teaterns nybyggnader.
Han var 1900-1907 extra lärare och blev 1907 docent i byggnadsteknik vid Kungliga Tekniska högskolan. Åren 1900-1902 var han t.f. föredragande i Väg- och vattenbyggnadsstyrelsen angående kanalförslaget Vänern-Kattegatt och 1901-1902 distriktschef i södra distriktet. Han var byggnadschef för arméns kasernbyggnader och ordförande i arméns kasernbyggnadsnämnd 1907-januari 1914 och därefter dess konsulterande ingenjör inom byggnadsfacket. Han avgick från Väg- och vattenbyggnadskåren 1923. Han blev 1919 ledamot och 1923 hedersledamot av Ingenjörsvetenskapsakademien. Han bearbetade den tekniska delen av Germund Wirgins skrift Om väggohyra i smålägenheter (1924) och skrev åtskilliga uppsatser i tekniska frågor samt artiklar inom byggnadsteknik i Nordisk familjebok.